# Benoît Dagenais
 (juillet 2012).
Si vous disposez d'ouvrages ou d'articles de référence ou si vous connaissez des sites web de qualité traitant du thème abordé ici, merci de compléter l'article en donnant les références utiles à sa vérifiabilité et en les liant à la section « Notes et références ».
Pour les articles homonymes, voir Dagenais.
Benoît Dagenais, né à Montréal le 10 avril 1953, et mort le 27 juin 2024 dans la même ville, est un acteur québécois et directeur du Conservatoire d'art dramatique de Montréal de 2012 à 2023.

## Biographie
Né le 10 avril 1953 à Montréal, Benoît Dagenais est diplômé du Conservatoire d'art dramatique de Montréal, promotion 1977. Il y enseigne depuis 1993.

### Mort
Benoît Dagenais meurt le 27 juin 2024 à l'âge de 71 ans,.

## Vie privée
Benoît Dagenais était en couple avec Anne-Marie Provencher. Ils ont une fille, Ève Provencher-Dagenais.

## Filmographie
- 1979 : Siocnarf (série TV fantastique)
- 1980 : Marisol (série TV)
- 1983 : Lucien Brouillard
- 1989 : Dans le ventre du dragon : Équipe d'entretien
- 1990 : Watatatow (série TV) : Paul-André Gauthier
- 1990 : Le Party : Becique
- 1991 : Alisée : Marcel
- 1992 : Montréal P.Q. (série TV) : Lenoir
- 1993 : Blanche (série TV) : Le registraire de la faculté de médecine
- 1994 : Si belles : Monsieur Monette
- 1996 : Marguerite Volant (feuilleton TV) : Père Godefroy Volant
- 2001 : 15 février 1839 : Alphonse Lécuyer
- 2001 : Fortier (série TV) : Me Fontaine
- 2004 : Jack Paradise (Les nuits de Montréal) : Janvier Paradis
- 2004 : Nouvelle-France : Le Joufflu
- 2005 : Idole instantanée : Agent du métro
- 2005 : La Neuvaine : Docteur Langlais
- 2010 : Musée Éden (série TV) : Procureur de la couronne
- 2010 : Une vie qui commence : jardinier du cimetière